# John Banner
John Banner, all'anagrafe Johann Banner (Ivano-Frankivs'k, 28 gennaio 1910 – Vienna, 28 gennaio 1973), è stato un attore statunitense di origine austriaca, meglio conosciuto per il ruolo del sergente Schultz nella sit-com Gli eroi di Hogan (1965-1971).

## Esordio e periodo bellico
Banner nacque da genitori ebrei a Stanislau, all'epoca in Austria-Ungheria (oggi la città si chiama Ivano-Frankivsk ed è in Ucraina). Studiò legge presso l'Università di Vienna, che abbandonò per tentare la carriera di attore. Nel 1938, quando Adolf Hitler annesse l'Austria alla Germania nazista, Banner, che all'epoca si esibiva con una compagnia di recitazione in Svizzera, emigrò negli Stati Uniti, dove imparò rapidamente l'inglese.
Nel 1942 si arruolò nelle forze aeree dell'esercito degli Stati Uniti, seguendo un addestramento di base ad Atlantic City e divenne un sergente di rifornimento. Posò anche per un poster di reclutamento, prima di acquisire la mole che l'avrebbe in seguito reso celebre come attore comico. Rimase in servizio presso le forze aeree dell'esercito fino al 1945. Secondo l'attore Robert Clary (suo partner nella serie Gli eroi di Hogan), Banner perse gran parte della sua famiglia a causa dell'Olocausto. Lo stesso Banner apprese che i membri della sua famiglia che erano rimasti a Vienna erano tutti morti nei campi di concentramento nazisti.

## La carriera di attore
Banner apparve a Broadway in tre occasioni: nel 1939 in una rivista musicale intitolata From Vienna, e in due commedie comiche, Pastoral (1939), in cui ebbe un ruolo di primo piano, e The Big Two (1947). All'inizio della carriera, prima di parlare fluentemente in lingua inglese, doveva memorizzare le sue battute foneticamente.
Il suo primo ruolo accreditato sul grande schermo fu quello di un capitano tedesco in Fuggiamo insieme (1942), con Cary Grant e Ginger Rogers. Interpretò inoltre un agente della Gestapo in Chetniks! The Fighting Guerrillas (1943) della 20th Century Fox. Nel 1953 ebbe una piccola parte accanto a Kirk Douglas nel film I perseguitati, nel ruolo del testimone di un attacco a un poliziotto israeliano da parte di un sopravvissuto a un campo di concentramento.
Nel corso della sua carriera interpretò ruoli di vilain nazisti in diversi film: fu il sindaco della città tedesca in I giovani leoni (1958), Rudolf Höss in Operazione Eichmann (1961) e Gregor Strasser in La belva del secolo (1962). Nel 1964 interpretò un soldato tedesco della seconda guerra mondiale in Le ultime 36 ore (1964), con James Garner. Sebbene fosse un ruolo serio in un dramma di guerra, Banner mostrava già quell'indole affabile che diventerà il suo tratto caratteriale distintivo nella serie Gli eroi di Hogan
Fece più di 70 apparizioni televisive tra il 1950 e il 1970, tra cui nelle serie Il cavaliere solitario (1950), Sheena, Queen of the Jungle (1955), Adventures of Superman (1957), Papà ha ragione (1957), Mister Ed, il mulo parlante (1965), Thriller (1961), Gli intoccabili (1962), Lucy Show, Perry Mason, La famiglia Partridge, Viaggio in fondo al mare (1964), Due onesti fuorilegge, Organizzazione U.N.C.L.E. (1964) e Hazel (1965). Ebbe un ruolo regolare, interpretando "Bavarro", nella serie TV di fantascienza per bambini Rocky Jones, Space Ranger. Alla fine degli anni '50 apparve nella serie antologica Disneyland, in un episodio sulla vita del compositore Peter Tchaikovsky. 
Interpretò inoltre il ruolo di conducente di un treno nell'episodio Condotta sicura della serie Alfred Hitchcock presenta, accanto al suo futuro co-protagonista in Gli eroi di Hogan Werner Klemperer, che interpretava una spia. 

### Gli eroi di Hogan
La serie comica Gli eroi di Hogan, in cui Banner interpretava il sergente Hans Schultz, debuttò sulla rete televisiva CBS nel 1965. Secondo quanto da lui dichiarato, prima di incontrare e sposare la moglie francese Christine, Banner pesava 178 libbre (81 kg); affermò che la sua buona cucina fu responsabile del suo aumento di peso fino a 260 libbre (120 kg), il che lo aiutò a ottenere la parte.
Il personaggio di Schultz è un goffo e amabile sergente tedesco, in un campo di prigionia della seconda guerra mondiale, dove i prigionieri compiono azioni segrete per il sabotaggio e la raccolta di informazioni. Schultz è sempre in debito con i prigionieri, che si servono di lui come pedina a vantaggio degli alleati per il loro lavoro di spionaggio. Il suo obiettivo principale è evitare qualsiasi problema con i superiori, il che spesso lo porta a ignorare le attività clandestine dei prigionieri. Per quelle occasioni venne coniato lo slogan-tormentone: "Non sento niente! Non vedo niente! Non so niente!", mutato poi in: "Non so niente! Niente!"
Banner, che apparve in tutti gli episodi della serie tranne la puntata 12 nella quarta stagione, durata sei anni, fu amato non solo dagli spettatori, ma anche dai colleghi, come ricordato dai membri del cast durante il commento in DVD di Gli eroi di Hogan. In quanto ebreo, difese il suo personaggio dichiarando a TV Guide nel 1967 che "Schultz non è un nazista, ma il rappresentante di una sorta di bontà in ogni generazione."
Nel 1968 recitò insieme agli altri attori della serie (Werner Klemperer, Leon Askin e Bob Crane) nella commedia sulla Guerra Fredda La minigonna proibita della compagna Schultz, con Elke Sommer.

## Gli ultimi anni
Dopo la conclusione della serie nel 1971, Banner recitò nei panni dell'inetto gangster zio Latzi in una sit com televisiva di breve durata, Gli orsacchiotti di Chicago. La sua ultima apparizione come attore fu in un episodio della serie La famiglia Partridge (1972). Si ritirò poi in Francia con la sua seconda moglie, nata a Parigi.
Meno di un anno dopo essere tornato in Europa, mentre si trovava a Vienna in visita ad amici, Banner morì il giorno del suo 63º compleanno a seguito di un'emorragia addominale.

## Filmografia

### Cinema
- Parata di primavera (Spring Parade), regia di Henry Koster (1940)
- Accent on Love, regia di Ray McCarey (1941)
- La prima è stata Eva (It Started with Eve), regia di Henry Koster (1941)
- Pacific Blackout, regia di Ralph Murphy (1941)
- L'avventura impossibile (Desperate Journey), regia di Raoul Walsh (1942)
- Fuggiamo insieme (Once Upon a Honeymoon), regia di Leo McCarey (1942)
- Seven Miles from Alcatraz, regia di Edward Dmytryk (1942)
- Il sergente immortale (Immortal Sergeant), regia di John M. Stahl (1943)
- Chetniks! The Fighting Guerrillas, regia di Louis King (1943)
- La luna è tramontata (The Moon Is Down), regia di Irving Pichel (1943)
- Tonight We Raid Calais, regia di John Brahm (1943)
- They Came to Blow Up America, regia di Edward Ludwig (1943)
- Questa terra è mia (This Land Is Mine), regia di Jean Renoir (1943)
- Il passo del carnefice (The Fallen Sparrow), regia di Richard Wallace (1943)
- Tangeri città di avventurieri (Tangier), regia di George Waggner (1946)
- Rendezvous 24, regia di James Tinling (1946)
- Notturno di sangue (Nocturne), regia di Edwin L. Marin (1946)
- La morte è discesa a Hiroshima (The Beginning or the End), regia di Norman Taurog (1947)
- My Girl Tisa, regia di Elliott Nugent (1948)
- La donna del traditore (To the Victor), regia di Delmer Daves (1948)
- The Argyle Secrets, regia di Cy Endfield (1948)
- Colpevole di tradimento (Guilty of Treason), regia di Felix E. Feist (1950)
- Le miniere di re Salomone (King Solomon's Mines), regia di Compton Bennett e Andrew Marton (1950)
- Allo sbaraglio (Go for Broke!), regia di Robert Pirosh (1951)
- Callaway Went Thataway, regia di Melvin Frank e Norman Panama (1951)
- I perseguitati (The Juggler), regia di Edward Dmytryk (1953)
- La sete del potere (Executive Suite), regia di Robert Wise (1954)
- Le piogge di Ranchipur (The Rains of Ranchipur), regia di Jean Negulesco (1955)
- Come prima... meglio di prima (Never Say Goodbye), regia di Jerry Hopper (1956)
- I filibustieri della finanza (The Power and the Prize), regia di Henry Koster (1956)
- The Beast of Budapest, regia di Harmon Jones (1958)
- I giovani leoni (The Young Lions), regia di Edward Dmytryk (1958)
- Fräulein, regia di Henry Koster (1958)
- L'angelo azzurro (The Blue Angel), regia di Edward Dmytryk (1959)
- Il meraviglioso paese (The Wonderful Country), regia di Robert Parrish (1959)
- La storia di Ruth (The Story of Ruth), regia di Henry Koster (1960)
- Operazione Eichmann (Operation Eichmann), regia di R.G. Springsteen (1961)
- 20,000 Eyes, regia di Jack Leewood (1961)
- La belva del secolo (Hitler), regia di Stuart Heisler (1962)
- La pelle che scotta (The Interns), regia di David Swift (1962)
- L'assassino viene ridendo (The Yellow Canary), regia di Buzz Kulik (1963)
- Intrigo a Stoccolma (The Prize), regia di Mark Robson (1963)
- I due seduttori (Bedtime Story), regia di Ralph Levy (1964)
- Ho sposato 40 milioni di donne (Kisses for My President), regia di Curtis Bernhardt (1964)
- Le ultime 36 ore (36 Hours), regia di George Seaton (1964)
- La minigonna proibita della compagna Schultz (The Wicked Dreams of Paula Schultz), regia di George Marshall (1968)
- Togetherness, regia di Arthur Marks (1970)

### Televisione
- Il cavaliere solitario (The Lone Ranger) - serie TV, episodio 1x39 (1950)
- Sky King - serie TV, episodio 1x01 (1952)
- Cavalcade of America - serie TV, episodio 2x17 (1954)
- Public Defender - serie TV, episodi 1x08-1x20 (1954)
- Rocky Jones, Space Ranger - serie TV, 6 episodi (1954)
- Adventures of the Falcon - serie TV, episodio 1x25 (1954)
- The Whistler – serie TV, episodio 1x10 (1954)
- Schlitz Playhouse of Stars - serie TV, episodio 4x18 (1955)
- Topper – serie TV, episodi 2x19-2x22 (1955)
- Fireside Theatre - serie TV, 5 episodi (1954-1955)
- Damon Runyon Theater – serie TV, episodio 1x04 (1955)
- The Adventures of Ellery Queen - serie TV, episodio 1x24 (1955)
- Le avventure di Jet Jackson (Captain Midnight) – serie TV, episodi 1x10-2x09 (1954-1955)
- Sheena, Queen of the Jungle - serie TV, episodio 1x19 (1956)
- Jungle Jim - serie TV, episodio 1x16 (1956)
- Alfred Hitchcock presenta (Alfred Hitchcock Presents) - serie TV, episodio 1x21 (1956)
- The Man Called X - serie TV, episodio 1x05 (1956)
- Four Star Playhouse - serie TV, episodio 4x21 (1956)
- Private Secretary - serie TV, episodio 4x15 (1956)
- Screen Directors Playhouse – serie TV, episodio 1x26 (1956)
- Matinee Theatre (NBC Matinee Theater) - serie TV, episodi 1x30-1x196 (1955-1956)
- You Are There - serie TV, episodio 5x07 (1956)
- The Adventures of Hiram Holliday - serie TV, episodio 1x07 (1956)
- Navy Log – serie TV, episodio 2x07 (1956)
- Crusader – serie TV, episodio 1x16 (1956)
- Papà ha ragione (Father Knows Best) - serie TV, episodio 3x19 (1957)
- Conflict – serie TV, episodio 1x10 (1957)
- The Gale Storm Show - serie TV, episodio 1x20 (1957)
- The Lineup - serie TV, episodio 3x21 (1957)
- Letter to Loretta - serie TV, episodio 4x24 (1957)
- Adventures of Superman - serie TV, episodio 5x05 (1957)
- The Gray Ghost – serie TV, episodio 1x05 (1957)
- Studio 57 - serie TV, episodio 4x12 (1958)
- Telephone Time – serie TV, episodio 3x26 (1958)
- Man Without a Gun - serie TV, episodio 1x36 (1958)
- Cimarron City - serie TV, episodio 1x01 (1958)
- Le avventure di Rin Tin Tin (The Adventures of Rin Tin Tin) - serie TV, episodio 5x09 (1958)
- Behind Closed Doors - serie TV, episodio 1x10 (1958)
- Disneyland - serie TV, episodio 5x16 (1959)
- Il terzo uomo (The Third Man) - serie TV, episodio 1x12 (1959)
- Shotgun Slade - serie TV, episodio 1x05 (1959)
- The Fisher Family - serie TV, un episodio (1960)
- Alcoa Presents: One Step Beyond - serie TV, episodio 2x30 (1960)
- Markham - serie TV, episodio 1x50 (1960)
- My Sister Eileen - serie TV, episodio 1x04 (1960)
- The Roaring 20's - serie TV, episodio 1x03 (1960)
- Michael Shayne - serie TV episodio 1x07 (1960)
- Perry Mason - serie episodio 4x09 (1960)
- Ispettore Dante (Dante) – serie TV, episodio 1x08 (1960)
- Indirizzo permanente (77 Sunset Strip) – serie TV, episodio 3x12 (1960)
- June Allyson Show (The DuPont Show with June Allyson) – serie TV, episodio 2x13 (1960)
- Five Fingers - serie TV, episodio 1x10 (1960)
- Thriller – serie TV, episodio 2x14 (1961)
- Outlaws – serie TV, episodio 2x13 (1962)
- Gli intoccabili (The Untouchables) - serie TV, episodio 3x17 (1962)
- The Dick Powell Show – serie TV, episodio 1x27 (1962)
- The Wide Country – serie TV, episodio 1x23 (1963)
- Alcoa Premiere - serie TV, episodio 2x29 (1963)
- G.E. True – serie TV, episodio 1x28 (1963)
- The Many Loves of Dobie Gillis - serie TV, episodi 2x05-4x32 (1960-1963)
- Polvere di stelle (Bob Hope Presents the Chrysler Theatre) - serie TV, episodio 1x04 (1963)
- The Donna Reed Show - serie TV, episodio 6x14 (1963)
- Il virginiano (The Virginian) - serie TV, episodi 1x21-2x17 (1963-1964)
- Il dottor Kildare (Dr. Kildare) - serie TV, episodio 3x21 (1964)
- L'ora di Hitchcock (The Alfred Hitchcock Hour) - serie TV, episodio 2x19 (1964)
- Io e i miei tre figli (My Three Sons) – serie TV, episodio 4x27 (1964)
- Viaggio in fondo al mare (Voyage to the Bottom of the Sea) - serie TV, episodio 1x09 (1964)
- Organizzazione U.N.C.L.E. (The Man from U.N.C.L.E.) - serie TV, episodio 1x11 (1964)
- The Cara Williams Show - serie TV, episodio 1x13 (1964)
- Gli inafferrabili (The Rogues) – serie TV, episodi 1x01-1x15 (1964)
- The Baileys of Balboa - serie TV, 5 episodi (1964-1965)
- Hazel - serie TV, episodio 4x26 (1965)
- Mister Ed, il mulo parlante (Mister Ed) - serie TV, episodio 5x24 (1965)
- The Crisis (Kraft Suspense Theatre) - serie TV, episodio 2x26 (1965)
- The Young Marrieds - serie TV, 7 episodi (1965)
- Lucy Show (The Lucy Show) - serie TV, episodio 4x22 (1966)
- The Red Skelton Show - serie TV, episodio 16x17 (1966)
- Gli eroi di Hogan (Hogan's Heroes) - serie TV, 168 episodi (1965-1971)
- Gli orsacchiotti di Chicago (The Chicago Teddy Bears) - serie TV, 13 episodi (1971)
- Doris Day Show (The Doris Day Show) - serie TV, episodio 4x21 (1972)
- Due onesti fuorilegge (Alias Smith and Jones) - serie TV, episodio 2x21 (1972)
- La famiglia Partridge (The Partridge Family) - serie TV, episodio 2x24 (1972)

## Doppiatori italiani
Nelle versioni in italiano delle opere in cui ha recitato, John Banner è stato doppiato da:
- Bruno Persa in Come prima... meglio di prima, I giovani leoni
- Gianfranco Bellini in Fuggiamo insieme
- Manlio Busoni in La storia di Ruth
- Diego Michelotti in Gli eroi di Hogan